# Skorpdyna
Skorpdyna (Biscogniauxia nummularia) är en svampart som först beskrevs av Pierre Bulliard (v. 1742–1793), och fick sitt nu gällande namn av Carl Ernst Otto Kuntze 1891. Skorpdyna ingår i släktet Biscogniauxia och familjen kolkärnsvampar.  Arten är reproducerande i Sverige. Inga underarter finns listade i Catalogue of Life.

## Källor

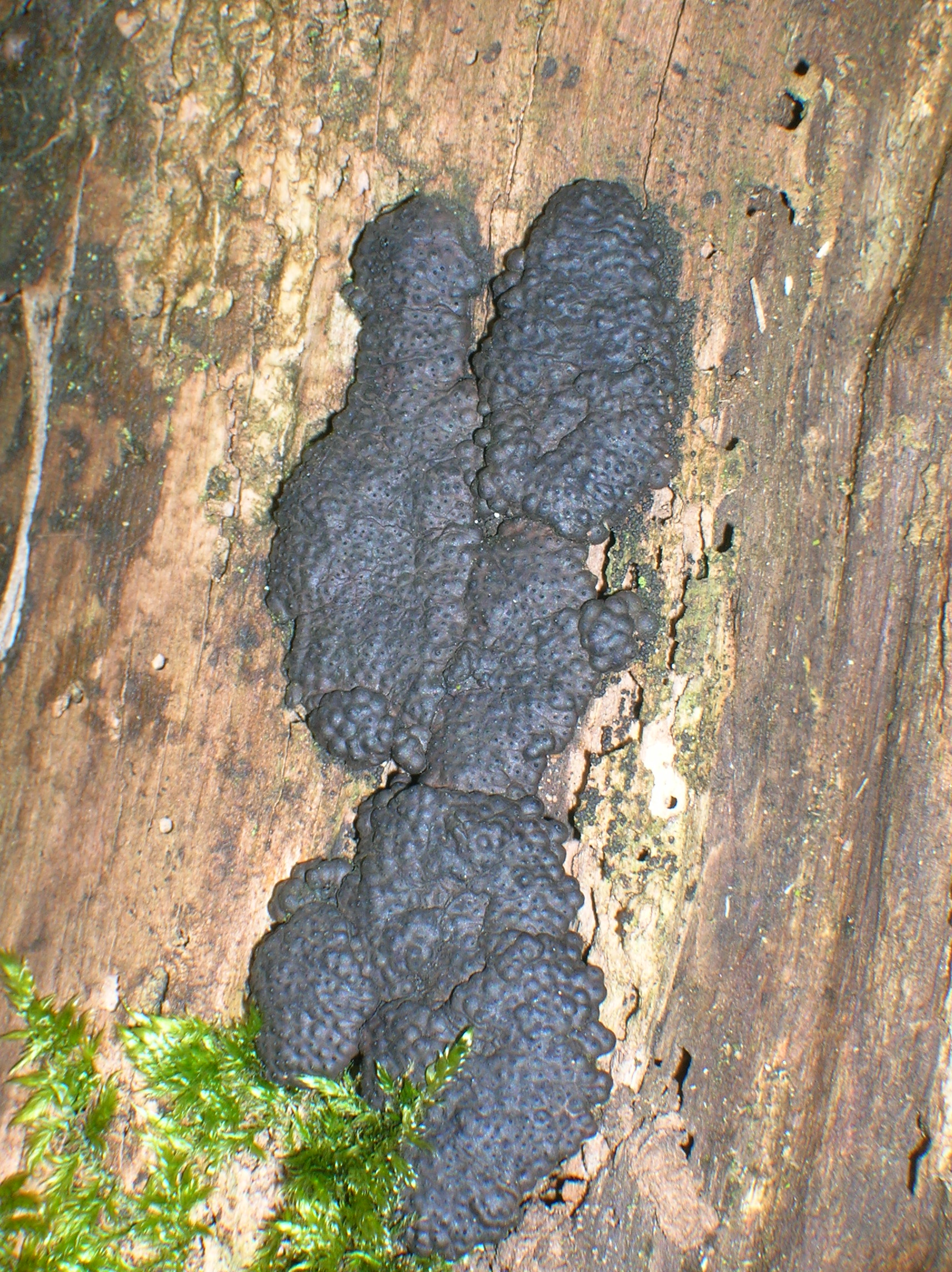
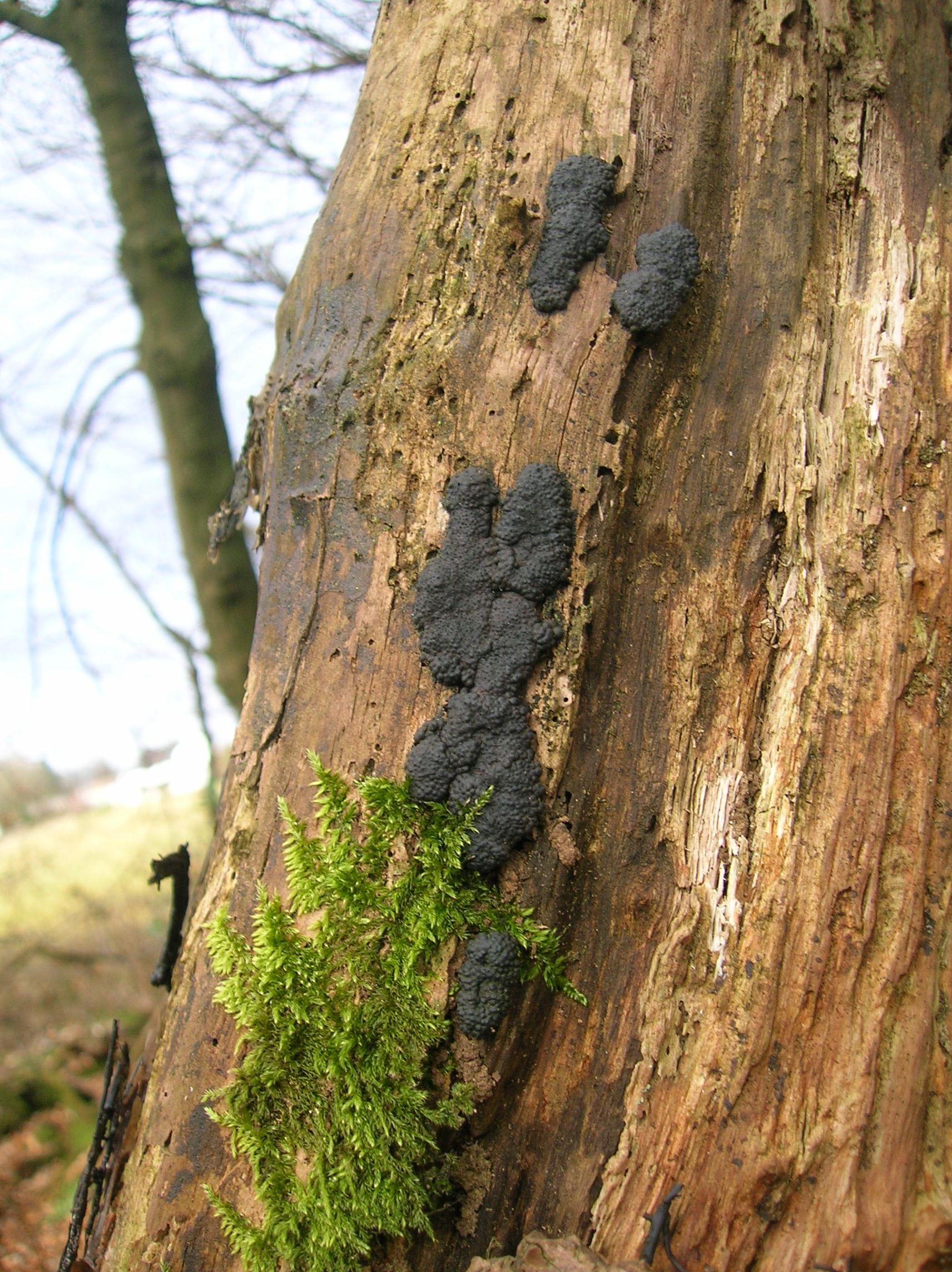
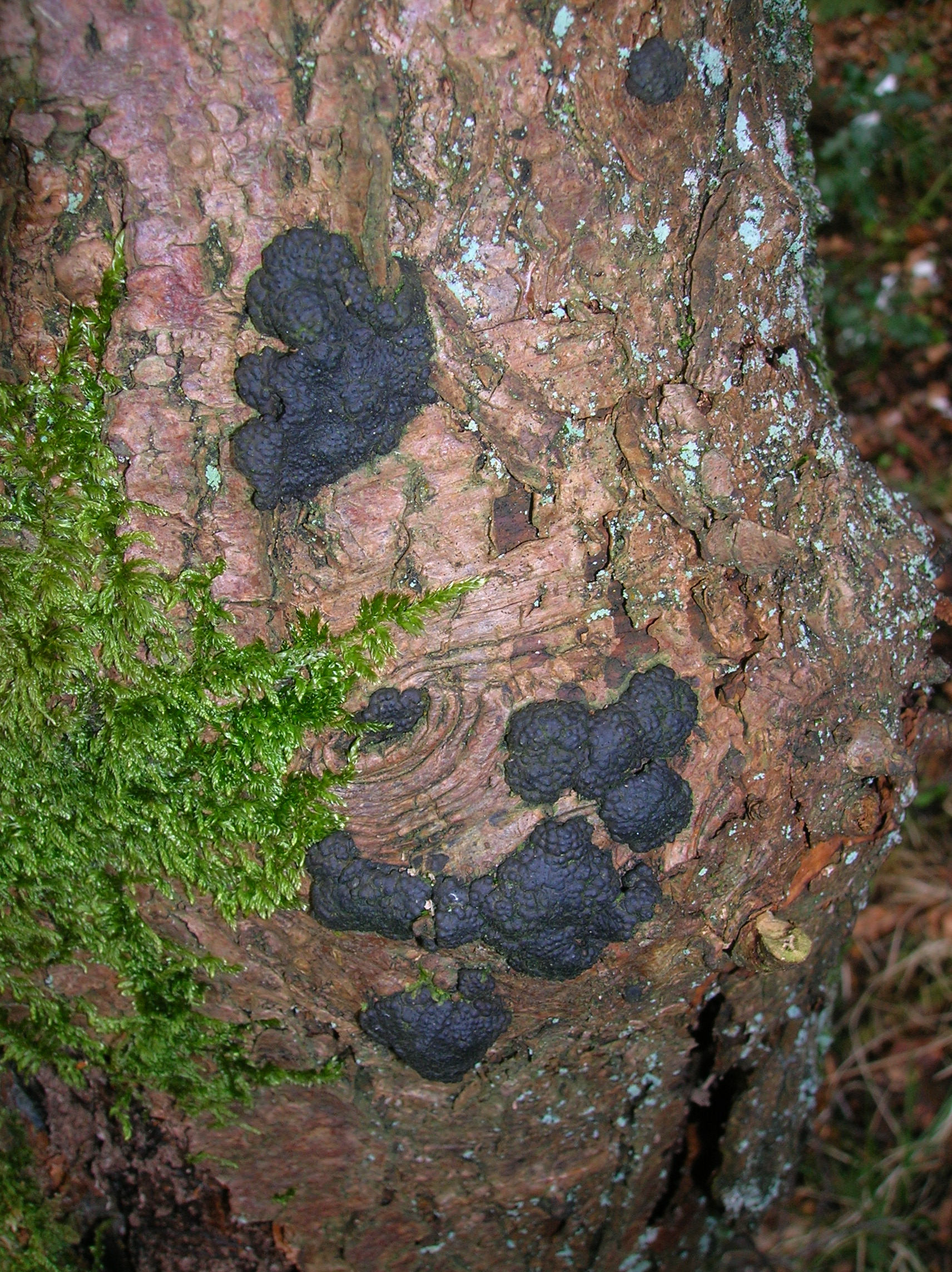